# 新川 (公司)
新川株式会社是一家以半导体生产的后期工程中所需要的焊线机（Wire Bonder），贴片机（Die Bonder），以及倒装贴片机（Flip Chip Bonder）等为主的精密机器生产商。公司始创於1959年的东京，於2000年在东京证券一部上市。

## 商品
1972年新川研究开发出行业内首台含微电脑技术的机器，1977年发表了世界上首台「全自动焊线机」，实现了半导体焊接工程的精密化、高性能化。此后，相继推出了焊接机，贴片机，倒装贴片机等焊接工艺的机器。

## 全球化
新川在日本和泰国设有两处研发和生产中心，在越南拥有配套的软件开发中心，在中国大陆，韩国，台湾，新加坡，马来西亚，菲律宾，以及美国拥有销售点和售后服务中心。总部拥有来自海外十几个国家的员工。